# 493

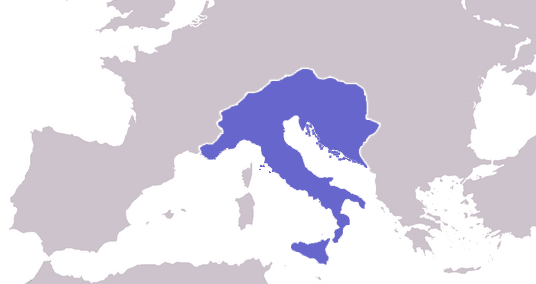
Het Ostrogotische Rijk (493 - 553)

Het jaar 493 is het 93e jaar in de 5e eeuw volgens de christelijke jaartelling.

## Gebeurtenissen

### Europa
- Clovis I, koning van de Franken, trouwt met de Bourgondische prinses Clothilde. Zij heeft een katholieke opvoeding, terwijl Clovis nog de oude Germaanse goden vereert. Haar vader Chilperik II, mede-koning van het Bourgondische Rijk in Valence, wordt door zijn rivaliserende broer Gundobad vermoord.

### Italië
- Odoaker sluit een compromis met Theodorik de Grote en geeft de stad Ravenna over na een belegering van 3 jaar. Hij capituleert op voorwaarde dat hij en Theodorik de macht in Italië zullen delen. Na een wapenstilstand te zijn overeengekomen, trekken de Ostrogoten Ravenna binnen.
- 15 maart - Odoaker wordt tijdens een banket eigenhandig door Theodorik de Grote om het leven gebracht. Zijn familie en tal van zijn officieren worden afgeslacht. Theodorik sticht het Ostrogotische Rijk en vestigt zijn residentie in Ravenna. Hij laat wegen aanleggen, havens herstellen en aquaducten restaureren. Ravenna en andere steden worden verfraaid met indrukwekkende paleizen en kerken.

## Overleden
- Chilperik II, koning van de Bourgondiërs
- Daniël de Styliet, monnik en pilaarheilige (waarschijnlijke datum)
- 15 maart - Odoaker (58), eerste "barbaarse" koning van Italië
- Nanqi Wudi, keizer van het Chinese Keizerrijk